# Synarsis dreesei
Synarsis dreesei är en stekelart som beskrevs av Paul Dessart 1991. Synarsis dreesei ingår i släktet Synarsis och familjen pysslingsteklar. Inga underarter finns listade i Catalogue of Life.